# Musculus obliquus externus abdominis
De musculus obliquus externus abdominis of buitenste schuine buikspier is een skeletspier van de romp. Hij is samen met de binnenste schuine buikspier verantwoordelijk voor de rotatie en lateroflexie van de wervelkolom. Verder zorgt hij samen met de rechte buikspier voor flexie van de wervelkolom en voor het toenemen van de druk in de longen, om uit te ademen.

## Structuur
De twee buitenste schuine buikspieren zijn te vinden aan beide zijkanten van de buik. Ze liggen naast de rechte buikspier en over de binnenste schuine buikspieren. Van voren bekeken maken de buitenste schuine buikspieren een ˇ vorm.
De spier ontspringt aan de buitenzijde van rib 5-12 alternerend met de oorsprongskoppen van musculus serratus anterior en musculus latissimus dorsi om vervolgens aan te hechten aan het laterale 2/3 van het labium externum van de crista iliaca en aan de linea alba.